# Nepalomastax
Nepalomastax is een geslacht van rechtvleugeligen uit de familie Eumastacidae. De wetenschappelijke naam van dit geslacht is voor het eerst geldig gepubliceerd in 1983 door Yamasaki.

## Soorten
Het geslacht Nepalomastax  is monotypisch en omvat slechts de volgende soort:
- Nepalomastax himalayana (Yamasaki, 1983)